# Monte Parker
Il Monte Parker (in lingua inglese: Mount Parker) è una montagna antartica dall'aspetto di falesia, alta 1.260 m, situata sul fianco occidentale del Ghiacciaio Nash, nei Monti dell'Ammiragliato, in Antartide.
L'area è stata mappata dall'United States Geological Survey (USGS) sulla base di rilevazioni e foto aeree scattate dalla U.S. Navy nel periodo 1960-63.
La denominazione Monte Parker era stata assegnata nel 1840 dall'esploratore polare James Clark Ross in onore del vice-ammiraglio Sir William Parker, lord dell'Ammiragliato nel periodo 1834-41. Per ragioni di continuità storica l'Advisory Committee on Antarctic Names (US-ACAN) ha mantenuto la denominazione assegnandola a questa montagna.